# René Dumesnil

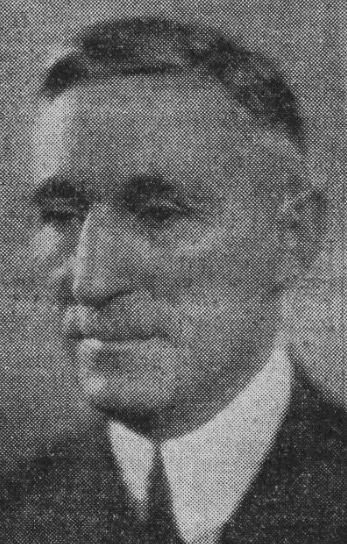
René Dumesnil, 1936

René Dumesnil (* 19. Juni 1879 in Rouen; † 24. Dezember 1967 in Paris) war ein französischer Arzt, Literaturkritiker und Musikwissenschaftler.

## Leben und Werk
Dumesnil studierte an der Sorbonne Literaturwissenschaft. Er nahm zu dieser Zeit Kontakt mit der musikalischen Avantgarde in Paris auf. In seinen Musikkritiken und in seinen musikalisch orientierten Büchern spiegelt sich diese Auseinandersetzung mit der zeitgenössischen französischen Musik.
Für Henri Tomasi entwarf er 1938 das Ballett Les Sautous, für Jeanne Leleu das Ballett Nautéos und für Claude Delvincourt schrieb er 1948 das Mysterienspiel Lucifer.
Für seine quellenkritische Neuausgabe der Werke von Gustave Flaubert erhielt Dumesnil den Prix National de Litérature. 1965 wurde Dumesnil in die Académie des Beaux-Arts aufgenommen.

## Veröffentlichungen (Auswahl)
- La Musique contemporaine en France. 2 Bände. (1930).
- Histoire illustrée de la médecine. Librairie Plon, Paris 1935.
- Médecins célèbres (= La galerie des hommes célèbres.) Paris; 2. (= deutsche) wesentlich erweiterte Auflage: Hans Schadewaldt (Hrsg.): Die berühmten Ärzte. Köln ohne Jahr (zwischen 1964 und 1973).
- La Musique française entre les guerres. (1946).
- Le Rythme musical. (1921, 1949 erweitert).
- La Musique romantique française. (1945).
- L’Histoire du théâtre lyrique. (1953).
- Neubearbeitung der Histoire de la musique (1913–1919) von Jules Combarieu als dritte Auflage (1955–1961).
- Mozart présent dans ses œuvres lyriques. (1965).